# Гедда Андерсон
Гедвіг «Гедда» Елізабет Андерсон (4 червня 1832—1912) — шведська поетка, вчителька, засновниця школи. Жінка написала багато книг для дітей, видала збірки переказаних казок різних народів. Її праці використовували для навчання в школах.

## Життя та кар'єра
Гедда Андерсон народилася 4 червня 1832 року в Ботілзетері, парафії в окрузі Вермланд. Дівчинка народилась в сім'ї керівника заводу Кнута Фройденталя та його жінки Анни Елізабет Еріксон. Після того, як її сім'я збанкрутувала в 1834 році, вони переселились до Сеффле. За декілька років Андерсон відправили жити до свого дядька по батьковій лінії, який був ректором Тессе. Дівчинка була вихована в побожних колах і з дитинства цікавилась наукою. На ранньому етапі цікавилась педагогікою та вирішила стати вчителем. У 19 років вона почала працювати приватним репетитором у кількох сім'ях.
У 1867 році Андерсон переїхала в Крістінехамн, де виховувала дочку бригадира Йохана Еліса Андерсона. Згодом вони одружилися в 1873 році. Перебуваючи в Крістінехамні, Андерсон стала співзасновницею навчального закладу для дівчат у Крістінехамні та була членом його ради.
Після смерті чоловіка в 1888 році Андерсон переїхала у Стокгольм і стала викладачкою школи Анни Сандстрем, приватної школи для дівчат. У віці 58 років вона розпочала літературну діяльність. Жінка почала публікувати твори різних стилів. У своїх книгах вона здебільшого писала про життя людей. PA Norstedts & Söner видали «Літні канікули Рольфа», це була перша опублікована книга Гедди для дітей у 1891 році. Ще дві дитячі книжки «Нові кузини Рольфа» та «З колекції листів тітки Лотти» вийшли друком у 1892 та 1895 роках. Протягом наступних кількох років було випущено кілька інших книг, зокрема «Вечори казок з тіткою Лоттою» — казки, для групового читання, «Міські дівчата на селі» та «Маленька Ліза та її прийомні брати». Була також редактором антології оповідань «З книжкової полиці — читання для дому та школи».
У 1890-х роках Андерсон опублікувала збірки переказаних народних казок грецького народу, які були видані кількома виданнями по всій країні. Також жінка писала книги, які використовувалися для навчання в школах. Її підручник «Вправи з шведської мови» 1895 року використовувався для викладання шведської мови у фінських школах. Гедда перекладала твори інших письменників, таких як «Хрещений син смерті» Леопольда Бадде та «Великий широкий світ» Елізабет Везерол. У 1896 році вона була обрана в культурний орган Товариства Ідун. У 1899 році вона стала однією із засновниць Приватної вищої вчительської семінарії в Стокгольмі.
Андерсон помер у Стокгольмі в 1912 році.